# Sarah Jeffery
Sarah Marie Jeffery (Vancouver, Columbia Británica; 3 de abril de 1996) es una actriz, cantante y bailarina canadiense. Es conocida por su trabajo en la serie de televisión de FOX, Wayward Pines (2015), y formar parte del elenco en la película original Disney Channel, producida por Kenny Ortega,  Descendientes (2015) y Descendientes 3 (2019).
También ha tenido diversos papeles principales en series como Shades of Blue, Charmed, Descendants: Wicked World.

## Vida y carrera

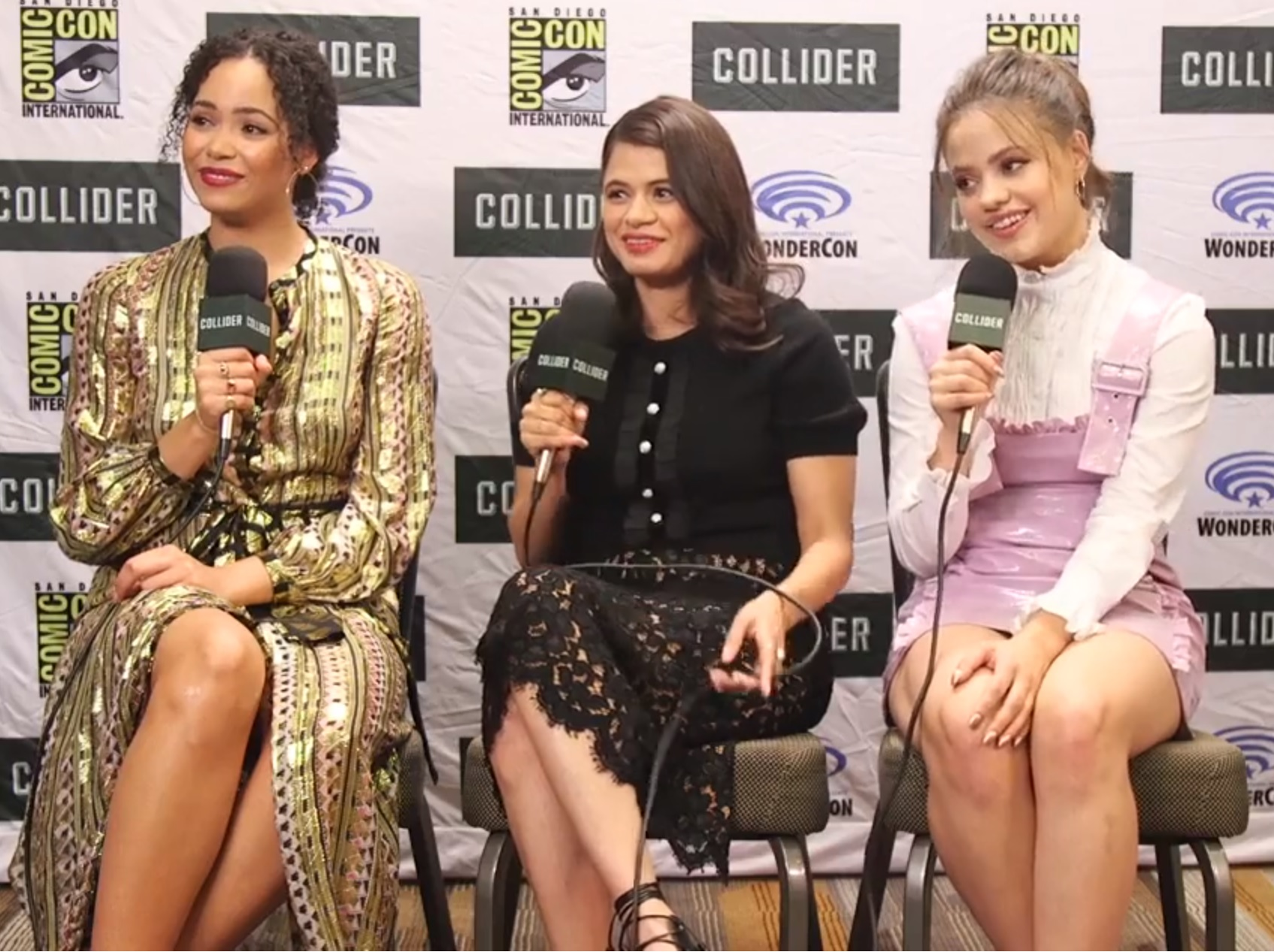
De izquierda a derecha: Madeleine Mantock, Melonie Diaz, Sarah Jeffery. Uno de los muchos espectáculos que visitaron la Comic-Con de este año fue el reinicio de The CW de Charmed. Inspirado en la serie original, el reinicio se centra en tres hermanas en una ciudad universitaria que, después de la trágica pérdida de su madre, descubren que son poderosas brujas.

### Primeros años
Jeffery nació el 3 de abril de 1996 en Vancouver, Columbia Británica. Ha estado bailando, cantando, y actuando en musicales y producciones teatrales desde que tenía tres años de edad.
A los 15 años, además de trabajos en cine y televisión, incluye presentaciones en el escenario con el grupo de baile semi-profesional BODY.[cita requerida]

## Inicios como actriz

### Primer papel enRogue,Wayward Pines
El primer papel de Jeffery fue en un episodio piloto de Aliens in the House. Poco después consigue el papel principal en una serie original de DirecTV Rogue, junto con Thandie Newton, donde interpreta el papel de su hija, Evie Travis.
Posteriormente, aparece como personaje recurrente de la serie de televisión de FOX, Wayward Pines, protagonizada por Matt Dillon y Carla Gugino.

### 2015-2016:Descendants,Shades of BlueyBe Somebody
En 2015, Jeffery obtuvo el personaje de la Princesa Audrey en la primera película Descendants, película original de Disney Channel. Producida por Kenny Ortega y protagonizada por Dove Cameron, Cameron Boyce Sofia Carson y Booboo Stewart.
En 2015, ella siguió interpretando el papel de la Princesa Audrey en el spin-off animado de la película, Descendants: Wicked World. De igual formando del elenco principal de la serie. Descendants: Wicked World consta de dos temporadas.
En 2015, compartió reparto nuevamente con los actores Dove Cameron, Cameron Boyce Sofia Carson y Booboo Stewart en el spin-off de Descendants película original de Disney Channel.
En junio de 2015, como Cristina Santos, se une al elenco principal de Shades of Blue, una serie de procedimiento policial, junto a Jennifer Lopez. Su estreno está previsto para principios de 2016.
En 2015, se une al elenco de la serie de procedimiento policial Shades of Blue, donde interpreta a la hija de la protagonista Jennifer Lopez.
El 5 de febrero de 2016, la serie Shades of Blue se renovó para una segunda temporada repitiendo a Cristina Santos a lado de Jennifer López. El 5 de marzo de 2017, se estrena la segunda temporada de Shades of Blue.
En 2016, protagoniza la película Be Somebody junto a Matthew Espinosa. En 2017, Jeffery en Descendants 2 no volvió a interpretar a la Princesa Audrey quedando ausente. También es producida por Kenny Ortega igual que la anterior película Descendants.
El 17 de marzo de 2017, la serie Shades of Blue se renovó para una tercera temporada repitiendo nuevamente su personaje Cristina Santos. A lado nuevamente de la actriz y cantante Jennifer López.
El 4 de abril de 2018, se anunció que la serie Shades of Blue tendría una última temporada. El 17 de junio de 2018, se estrenó la tercera temporada.

### 2018-presente:Daphne y Velma,Descendants 3yCharmed
En 2018 es protagonista de la serie Charmed junto a Melonie Diaz y Madeleine Mantock. Interpreta a Maggie Vera una de las hermanas hechiceras. 
El 14 de octubre de 2018 se estrenó la primera temporada de la serie Charmed,
En el mismo año protagoniza la película Daphne y Velma. Junto con la actriz Sarah Gilman. Producida por Ashley Tisdale y Jennifer Tisdale
El 31 de enero de 2019, la serie de Charmed se renovó para una segunda temporada. Donde ella repite su personaje Maggie Vera. Junto a Melonie Diaz y Madeleine Mantock. El 11 de octubre de 2019 se estrenó la segunda temporada de la serie Charmed.
En 2019 vuelve a interpretar a Audrey en Descendants 3 película original de Disney Channel. De igual forma producida por Kenny Ortega. De igual forma siendo parte del elenco principal. Igual manera siendo protagonizada por Dove Cameron y Sofia Carson.
En 2019, Descendants 3 es una de las principales antagonistas junto con China Anne McClain. En 2019 en Descendants 3 película original de Disney Channel interpretó el tema musical QUEEN OF MEAN formando parte de la banda sonora de la película.
En 2019, volvió a compartir reparto con los actores Dove Cameron, Cameron Boyce Sofia Carson Booboo Stewart en la película original de Disney Channel Descendants 3.
El 7 de enero de 2020, la serie Charmed se renovó para una tercera temporada nuevamente repite su personaje Maggie Vera. Junto a Melonie Diaz y también con Madeleine Mantock. El 24 de enero de 2021 se estrenó la tercera temporada de Charmed. El 3 de febrero de 2021, la serie Charmed se renovó para una cuarta temporada repitiendo nuevamente su personaje

## Filmografía
| Año  | Título                                           | Rol           | Notas                      |
| ---- | ------------------------------------------------ | ------------- | -------------------------- |
| 2015 | Descendants                                      | Audrey        |                            |
| 2015 | Across the Line                                  | Jayme Crawley |                            |
| 2016 | Be Somebody                                      | Emily Lowe    |                            |
| 2018 | Daphne y Velma                                   | Daphne Blake  |                            |
| 2019 | Audrey's Royal Return: A Descendants Short Story | Audrey        | Cortometraje               |
| 2019 | Descendants 3                                    | Audrey        |                            |
| 2019 | Wicked Woods: A Descendants Halloween Story      | Audrey        | Papel de voz, Cortometraje |
| 2021 | Descendants: The Royal Wedding                   | Audrey        | Papel de voz, Cortometraje |

| Año     | Título                         | Rol                               | Notas                                                    |
| ------- | ------------------------------ | --------------------------------- | -------------------------------------------------------- |
| 2013    | Aliens in the House            | Katie                             | Piloto no vendido                                        |
| 2013–16 | Rogue                          | Evie Travis                       | Elenco principal (temporada 1-3)                         |
| 2015    | Wayward Pines                  | Amy Breslow                       | Recurrente (temporada 1), 6 episodios                    |
| 2015    | Descendants: School of Secrets | Audrey (voz)                      | Elenco principal                                         |
| 2015–17 | Descendants: Wicked World      | Audrey (voz)                      | Elenco principal                                         |
| 2015–18 | Shades of Blue                 | Cristina Santos                   | Elenco principal (temporada 1-3)                         |
| 2018    | The X-Files                    | Brianna Stapleton                 | 2 episodios                                              |
| 2018–22 | Charmed                        | Maggie Vera                       | Elenco principal                                         |
| 2019    | Robot Chicken                  | PrinzessinSamanthaAnciana (voces) | Episodio: "Boogie Bardstown in: No Need, I Have Coupons" |

## Discografía

### Otras canciones listadas
| Título | Año  | Posicionamientos en listas | Álbum         |
| Título | Año  | US                         | Álbum         |
| --- | ---- | -------------------------- | ------------- |
| "Set it Off" (con Dove Cameron, Sofia Carson, Cameron Boyce, Booboo Stewart, Mitchell Hope & Jeff Lewis)                                                                                          | 2015 | —                          | Descendants   |
| "Queen of Mean" | 2019 | —                          | Descendants 3 |
| "Break This Down" (con Dove Cameron, Sofia Carson, Booboo Stewart, Cameron Boyce, China Anne McClain, Mitchell Hope, Thomas Doherty, Dylan Playfair, Jadah Marie, Brenna D'Amico, Zachary Gibson) | 2019 | —                          | Descendants 3 |
| "Rotten to the Core (D3 Remix)" (con Dove Cameron, Sofia Carson, Booboo Stewart, Cameron Boyce, China Anne McClain, Thomas Doherty, Jadah Marie)                                                  | 2019 | —                          | Descendants 3 |
| "Happy Birthday" | 2019 | —                          | Descendants 3 |

## Premios y nominaciones
| Año  | Asociación  | Categoría | Trabajo                 | Resultado |
| ---- | ----------- | --- | ----------------------- | --------- |
| 2015 | Premios Leo | Best Supporting Performance by a Female in a Dramatic Series (Mejor actriz de soporte en una serie dramática) | Rogue – "Coup de Grace" | Nominado  |